# ژان-باپتیست آندره گودین

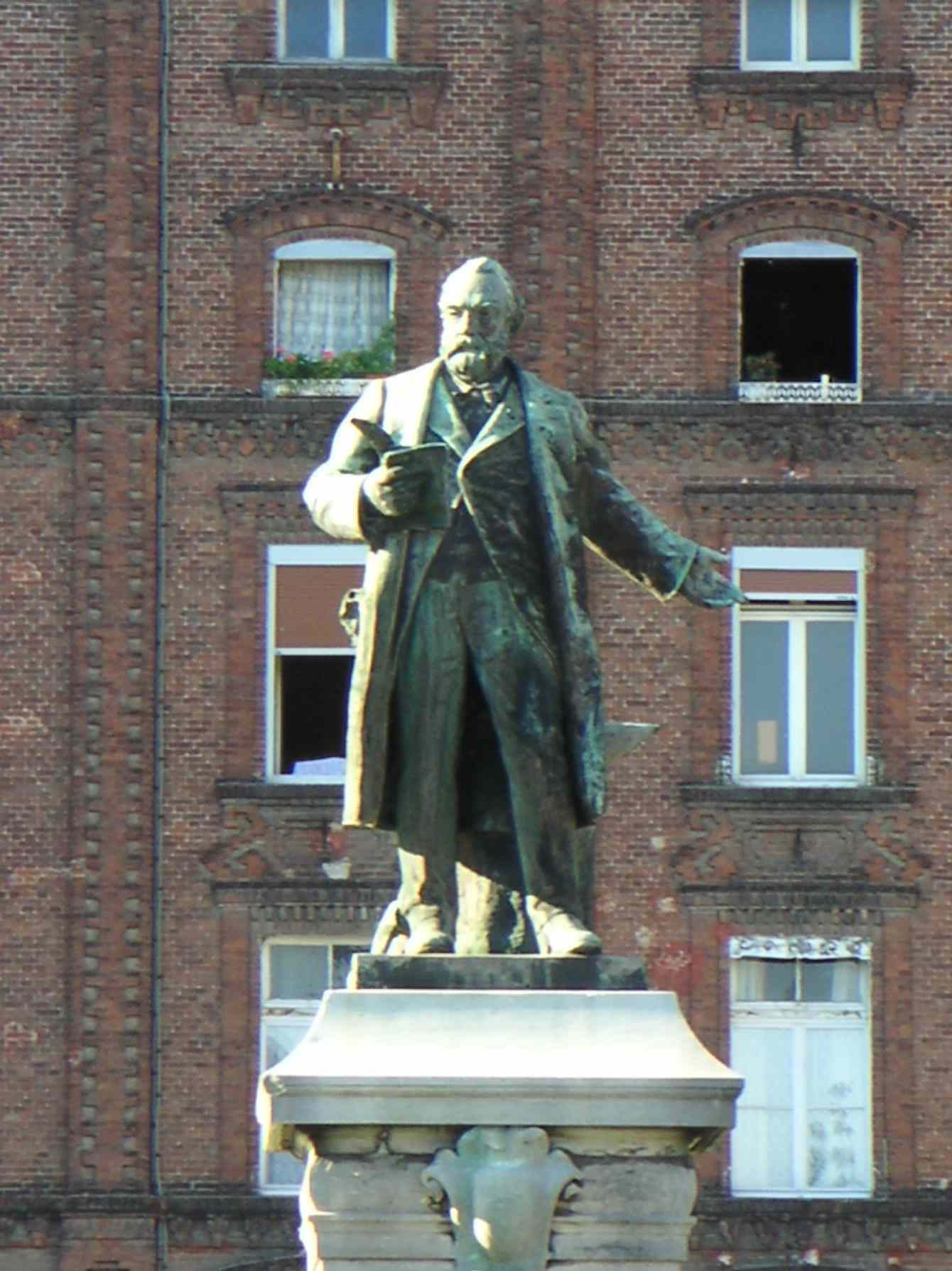
مجسمه گودین در گویز.

ژان-باپتیست آندره گودین (Jean-Baptiste André Godin)‏ (۲۶ ژانویه ۱۸۱۷ – ۱۵ ژانویه ۱۸۸۸)، یک صنعت‌گر، نویسنده، نظریه‌پرداز سیاسی و مبتکر اجتماعی اهل فرانسه بود. گودین که تولیدکننده بخاری‌های چدنی و متأثر از شارل فوریه بود، یک مجتمع مسکونی و صنعتی را در درون شهر گیز به‌نام فامیلیستیری دی گیز (کاخ اجتماعی) تأسیس کرد. او در نهایت این مجتمع را به یک مالکیت مشترکی که توسط کارگران مدیریت می‌گردید، تبدیل نمود.

## دوران کودکی و تحصیلات
گودین در ۲۶ ژانویه ۱۸۱۷ میلادی در اسکوهریز (ان) متولد شد و فرزند یک آهنگر صنعت‌کار و خانم وی بود. او که کار را در کوره آهنگری پدرش آغاز کرده بود، هنگامی که ۱۱ سال سن داشت به عنوان کارآموز وارد شغل آهنگری شد. در هفده سالگی، او به عنوان اوستای آهنگری همراه با پسر عموی خود به‌نام ژان-نیکولاس موریت که نیز یک آهنگر بود، به اطراف فرانسه سفر کرد.

## ازدواج و خانواده
او در ۱۸۴۰ میلادی در عمر ۲۳ سالگی، برای بار نخست با ایستر لیمایر ازدواج کرد. آن‌ها یک پسر به‌نام ام. ایمیلی گودین داشتند.
پس از مرگ خانم اولش، گودین بار دیگر در ۱۴ ژوئیه ۱۸۸۶ با مری-ادیلی موریت (۲۷ آوریل ۱۸۴۰ – ۱۸ آوریل ۱۹۰۸) که متولد بری-کومتی-روبرت (سن-ا-مارن) بود، ازدواج کرد. او دومین دختر پسر عمویش، ژان نیکولاس موریت و خانم وی ماری-ژان فیلیپی بود. قبل از این‌که آن‌ها باهم ازدواج نمایند، خانم دوم گودین برای ۲۵ سال در لی فامیلیستیری کار می‌کرد و در آنجا خدمات متعددی برای خانواده‌های که کودک داشتند، فراهم می‌نمود: مهدکودک، مدرسه کودک و مدرسه ابتدایی؛ استادان را تدریس می‌نمود؛ و یک برنامه بیمه برای کارگران تنظیم نموده و تسهیلات پزشکی را بنیان گذاشته بود.
پس از مرگ گودین در ۱۸۸۸ میلادی، ماری-ادیلی از فرزندان کوچک پسر گودین به‌نام ام. ایمیلی گودین که ۱۵ روز پس از پدرش وفات کرد، مراقبت نمود. او به‌طور همه‌جانبه خود را وقف تنظیم کارهای گودین نموده و برخی دست نوشته‌های وی را منتشر کرد، او همچنین برای پیشبرد لی فامیلیستیری کار می‌کرد.

## حرفه
گودین در ۱۸۴۰ میلادی با خانم جدید خود به اسکوهریز بازگشت و یک کارخانه کوچک تولید مواد چدنی بخاری را تأسیس کرد. در همان سال، او حق اختراع بخاری که خودش اختراع نموده بود، را ثبت نمود. وی برین باور بود که این بخاری قرار است برای سال‌های متعددی یک محصول مفید باشد. با این‌که تجارت وی سریعاً در حال رشد بود، گودین برای استفاده از فرصت راه‌آهن در گیز، در ۱۸۴۶ میلادی به کارخانه‌ای در آنجا نقل مکان نمود. وی انواع و اقسام مختلف دیگ‌ها و بخاری‌های که اساساً از چدنی ساخته می‌شدند، را تولید کرد. محصولات وی بعضاً لیزابه می‌شدند. او بسیار ثروت‌مند شد و از پول خود برای ایجاد صندوق حمایت از توسعه کارگران استفاده کرد.
در عین حال، گودین و پسر عموی وی موریت داشتند، در مورد افکار کنونی سوسیالیست و کمونیست آموزش می‌دیدند. گودین در ۱۸۴۲ میلادی آثار شارل فوریه که یک آرمان‌گرا بود را مطالعه نموده و به مرید دو آتشه وی مبدل شد و به شدت در مورد آینده کارگران و جوامع آن‌ها فکر می‌کرد. او از تأسیس اجتماع آرمان‌گرایانه ۱۸۵۵ وی پی. کانسیدرانت (q.v) که به‌نام لا ریونین (La Reunion) شناخته می‌شد، در ایالت تگزاس در مکان دالاس امروزی، حمایت مالی کرد. این اجتماع قسماً به دلیل این‌که مستعمره نشین‌ها به عنوان پیشتازان کشاورزی مناسب نبودند، ناکام شد و گودین نیز از این تجربه آموخت.
پس از مرگ گودین در ۱۸۸۸ میلادی، محصولات سالانه گودین ایت سی (Godn et Cie) بیش از چهار میلیون فرانک فرانسه (۴٬۱۶۰٬۰۰۰) ارزش‌گذاری شد. در ۱۹۰۸ میلادی، تعداد کارمندان به بیش از ۲۰۰۰ نفر رسیده و تعداد تولیدات سالانه به بیش از ۲۸۰٬۰۰۰ واحد می‌رسید.

## تأسیس فامیلیستری
گودین از ۱۸۵۶ تا ۱۸۵۹ میلادی کار روی فامیلیستری (کاخ اجتماعی) در منطقه گیز را بر مبنای برنامه‌های به دقت طراحی شده، آغاز کرد. نیت او بهبود مکان زندگی کارگران بود، اما در عین حال شامل «تولید، تجارت، تأمین، آموزش و تفریح» می‌شد که تمامی ابعاد یک زندگی مدرن کارگر را شکل می‌دهند. او فامیلیستیری را به عنوان یک مجتمع خودکفا در داخل شهر ایجاد کرد تا «هم‌دردی اجتماعی» را در آنجا ترغیب نموده بتواند. تمام زمین این مجتمع همراه با کارخانه ریخته‌گری حدود هجده جریب فرنگی را در دو سوی رود اوآز دربر می‌گرفت. افزون بر یک کارخانه بزرگ تولید چدن، سه ساختمان بزرگ که هر کدام دارای چهار طبقه بودند، نیز به منظور ساکن شدن کارگران و خانواده‌های آن‌ها ساخته شد و خانواده هر کدام از کارگران یک آپارتمان دو یا سه اتاقه داشتند. ساختمان اصلی دارای سه ساختمان فرعی مستطیل شکل بود که در کنج‌ها باهم وصل شده بودند. هر کدام از این سه ساختمان فرعی دارای یک محوطه مرکزی پوشیده شده با بام شیشه‌ای بودند و کودکان می‌توانستند در زیر آن در تمامی فصل‌ها به بازی بپردازند. راهروهای سرپوشیده که در محوطه بازی قرار داشت به تمامی آپارتمان‌ها در هر طبقه راه داشت. باغچه‌های نیز برای کارگران تخصیص داده شده بود. در ۱۸۷۲ میلادی، زمانی که یک گزارش‌گر از مجله هارپر آمریکایی از این مجتمع دیدن نمود، ۹۰۰ کارگر (شامل زنان) و خانواده‌های آن‌ها در آنجا زندگی می‌نمودند و تمام نفوس این مجمع به حدود ۱۲۰۰ نفر می‌رسید.
این پروژه هیچ کلیسای نداشت، اما کلیساهای زیادی در سایر نقاط شهر گیز موجود بود. در عقب ساختمان اصلی یک مهدکودک، یک پاوپونات (مدرسه کودک) برای کودکان نوپا و کودکان الی چهار ساله و یک بامبینت برای کودکان ۴ تا ۶ ساله موجود بود. در مقابل ساختمان اصلی، ساختمانی وجود داشت که در آن یک تئاتر برای کنسرت‌ها و نمایش‌های تفریحی و یک مدرسه ابتدایی برای کودکان بزرگ‌تر از ۶ سال بود.
یک ساختمان دیگر به‌نام «اکونوماتس» وجود داشت که حاوی مغازه‌های مختلف، انواع گوناگون اتاق‌های تفریحی، خوراکی، نوشیدنی، فروشگاه مواد خوراکی و مغازه‌های برای خریداری تمامی نیازمندی‌ها بود. محصولات و کالاها با قیمت عمده خریداری شده و با سود اندک به فروش می‌رسیدند و کارگران دکان‌ها را پیش می‌بردند. کالاها در قسمت تحتانی ساختمان‌ها، جای که انبارهای برای خانواده‌ها تهیه شده بود، ذخیره می‌شدند.
گودین کار روی فامیلیستیری را با این‌که چندی بعد از انقلاب ۱۸۴۸ و درگیری‌های فرانسه آغاز نمود، پس از حدود ۲۰ سال تکمیل کرد. در تمامی این مدت او برای اصلاح اجتماعی کار کرد. در جریان جنگ فرانسه و پروس در ۱۸۷۰ میلادی، او در دفاع از کشور کمک کرد. در ۱۸۷۱ میلادی، گودین به عنوان نماینده مجلس نمایندگان از حوزه انتخابیه ان انتخاب گردید، اما در ۱۸۷۶ میلادی باز نشسته شده و خود را وقف مدیریت فامیلیستیری نمود. در ۱۸۷۸ میلادی، او ژورنال کارگر (Le Devoir) را تأسیس کرد.
در ۱۸۸۰ میلادی، گودین اسناد مشارکت را برای فامیلیستیری تهیه نمود تا همان‌گونه که او از مدت طولانی می‌خواست، آن را به یک اجتماع مشترک که در نهایت کارگران مالک آن خواهند بود، تبدیل نماید. این جامعه مشترک، l'Association coopérative du Capital et du Travail نام داشت.

## قرن بیستم تا کنون
ساختمان همراه با مهدکودک- مدرسه کودک (nourricerie-pouponnat) در ۱۹۱۸ میلادی در جریان جنگ اول جهانی تخریب گردیده و هرگز دوباره بازسازی نشد. با این وجود کارخانه ریخته‌گری تا دهه ۱۹۵۰ میلادی هنوز در مالکیت کارگران بود، اما چندی بعد تولیدکننده Le Creuset آن را خریداری نموده و تصاحب نمود. در ۱۹۶۸ میلادی، مالکیت مشارکتی کاخ اجتماعی منحل گردیده و آپارتمان‌های آن به قیمت میانه توسط گودین اس.ای. به فروش رسید. این آپارتمان‌ها به تدریج توسط مالکان جدید آن‌ها تغییر داده شدند. در جریان همان سال، مالکیت مشترک اکونومات نیز منحل گردید. در ۱۹۹۱ میلادی، ساختمان‌های این مجتمع به عنوان آثار تاریخی رده‌بندی گردیده و در ۲۰۰۰ میلادی بازسازی آن‌ها آغاز شد.
در اوایل قرن بیستم میلادی، برخی ساختمان‌های داخلی این مجتمع بازسازی شده و برای استفاده خصوصی و توافقی بازگردانده شد. مرمت ساختمان اکونوماتس در سال ۲۰۰۸ میلادی به اتمام رسید و فضای آن به یک قهوه‌خانه، یک کتاب فروشی، مغازه اشیای کادویی و یک نمایشگاه تخصیص داده شد.
اتاق‌های رخت‌شویی، حمام‌ها و حوض‌های شنای اشتراکی که در یک ساختمان مجزا در مقابل بستر رودخانه قرار داشت و آب آن توسط کارخانه گرم می‌شد به یک مکان متروکه تبدیل شده بود، اما بازسازی گردید. رخت‌شویی اشتراکی به یک اتاق جلسه و به یک اتاق خشک‌کن مربوط به نمایشگاه، تبدیل شده‌است.

## میراث و افتخارات
- گودین در ۱۸۸۲ میلادی نشان افتخار شوالیه لژیون دونور را به‌دست‌آورد.
- مدل‌های کاری بخاری‌های گودین هنوز هم در سراسر فرانسه یافت می‌شوند و بعضی آن‌ها در eBay به فروش گذاشته شده‌اند.
- برخی ساختمان‌های داخلی در فامیلیستیری برای ساکنین بروز رسانی شده‌اند و ساختمان‌های که به منظور خاص ساخته شده بودند برای استفاده امروزی بازسازی شده‌اند. این مجتمع برای بازدید، بازدیدکنندگان و گردش‌گران باز است و برنامه‌های وجود دارد تا یک موزه صنعتی در آن تأسیس گردد.